# Buy Dirt
«Buy Dirt»  — песня американских кантри-музыкантов Джордана Дэвиса и Люка Брайана, вышедшая 19 июля 2021 года. Дэвис написал песню в соавторстве со своим братом Джейкобом, Джошем Дженкинсом и Мэттом Дженкинсом, а Пол ДиДжованни продюсировал её. Запись вышла на лейбле MCA Nashville..
9 ноября 2022 года песня получила награду в категории «Песня года» на церемонии Country Music Association Awards, а его видео получило награду в категории «Видео года».

## История
Дэвис и Брайан познакомились на церемонии награждения и позже подружились. Дэвис сказал изданию Sounds Like Nashville: «Люк не просто отличный артист, он отличный папа, отличный муж и отличный друг. Это то, что воплощает в себе песня „Buy Dirt“ я знал, что он мог понять смысл песни. […] Я оставил ему текстовое сообщение с прикрепленной песней и сказал ему, как много она значит для меня. Он ответил мне через пару минут и сказал, что ему понравилось это. Он хотел убедиться, что он подойдет для этой песни. Он позвонил мне через неделю и сказал „да“. Он один из самых занятых парней, и то, что он является частью этого, говорит в пользу песни».
Дэвис рассказал о песне на «Today’s Country Radio» с Келли Бэннен: «„Buy Dirt“ для меня — это о вере, семье и друзьях, и о том, как найти свое счастье»

## Отзывы
Билли Дюкс из Taste of Country прокомментировал, что «Buy Dirt» «рисует полную картину сельской жизни и прозорливости […,] что помогает сделать её реальной для остальных из нас».

## Музыкальное видео
Музыкальное видео было выпущено 10 августа 2021 года. Дэвис вместе с Брайаном иллюстрируют историю, лежащую в основе «пронзительной» песни

## Концертное исполнение
1 июня 2021 года Дэвис и Брайн исполнили «Buy Dirt» в программе The Today Show.

## Коммерческий успех
29 января 2022 года «Buy Dirt» возглавил чарт Hot Country Songs, их 1-й и 12-й чарттопперы, соответственно. Песня также одновременно возглавила Country Airplay (3-й и 26-й их чарттопперы, соответственно).

## Позиции в чартах
| Чарт (2021—2022)                    | Высшая позиция |
| ----------------------------------- | -------------- |
| Австралия (Country Hot 50, TMN)     | 12             |
| Канада (Billboard Canadian Hot 100) | 23             |
| Канада (Billboard Country)          | 1              |
| Мир (Billboard Global 200)          | 117            |
| США (Billboard Hot 100)             | 22             |
| США (Billboard Country Airplay)     | 1              |
| США (Billboard Hot Country Songs)   | 1              |

| Чарт (2021)                        | Позиции |
| ---------------------------------- | ------- |
| США (Hot Country Songs, Billboard) | 41      |

## Сертификации
| Регион                                                                      | Сертификация  | Продажи   |
| --------------------------------------------------------------------------- | ------------- | --------- |
| Канада (Music Canada)                                                       | 2× Платиновый | 160 000   |
| США (RIAA)                                                                  | 2× Платиновый | 2 000 000 |
| Данные о продажах + прослушиваниях приведены только на основе сертификации. |               |           |